# Унженин, Иван Михайлович
Иван Михайлович Унженин (1878—11 ноября 1911, Яранск) — яранский купец, крупный домовладелец.

## Биография
Один из совладельцев «Торговых дел братьев Унжениных» — наиболее старой универсальной торговой фирмы в Яранске, имевшей в своём составе международный, винный, а в годы Первой Мировой войны и книжный отделы. Городские владения Унжениных занимали четверть квартала между улицами Успенской и Набережной. Их участки защищала стена до 3-х метров высотой, как с Набережной, так и с центральных улиц.
В мае 1910 года избран городским головой, т. е. стал возглавлять городскую думу в Яранске. Проработал в этой должности полтора года, вплоть до своей смерти. За короткий срок он успел сделать много полезного для Яранска и приобрёл всеобщее уважение и любовь. Он привел в хорошее состояние Городской сад, овощной ряд (ныне Городской рынок), Торговые каменные ряды, построил в городе керосино-калильное освещение. Довёл почти до конца решение вопроса о постройке городского водопровода. При его живейшем участии к тому времени собрана значительная сумма 80 тыс. руб. на содержание водосети, из которой 1 тыс. руб. пожертвована главой; еще 500 руб. он дал на городское освещение. На свои личные средства Унженин содержал в городском саду духовой оркестр. Люди видели щедрость его души и следовали примеру благотворительности, особенно купцы. Городской бюджет не испытывал дефицита. В его планах было перестроить каменный корпус больницы, приобрести пожарную паровую машину, соорудить народный дом.
11 ноября 1911 года, во время семейного вечера, Иван Михайлович уединился в комнате и выстрелом из револьвера покончил с собой. Похоронен на Вознесенском кладбище в Яранске.

## Домовладения
- Дом Унжениных
- Полицейское управление

## Семья
Трое детей.